# Литовська радянська республіка
Литовська радянська республіка була короткочасним маріонетковим радянським державним утворенням на території Литви під час Радянсько-польської війни (1919-1921). Утворена 16 грудня 1918 року тимчасовим революційним урядом на чолі з В. Капсукасом,  27 лютого 1919 року Республіка московською постановою ЦК РКП (б) була об'єднана з ССРБ у буферну маріонеткову Литовсько-Білоруську Радянську Соціалістичну Республіку (Литбіл).

## Державна діяльність
16 грудня 1918 року Тимчасовий революційний робітничо-селянський уряд Литви ухвалив маніфест про проголошення в Литві радянської влади. Тимчасовий уряд проголосив націоналізацію земель поміщиків, церков, монастирів, лісів, води та надр землі.
Литовська СР базувалася на хиткому балансі. Вона не була готова до зустрічі з національною політикою і через це була змушена покладатися на допомогу РСФРР. Одним з основних класів, що підтримували радянську політику, був промисловий клас, який у Литві складався з дуже незначної кількості робітників, оскільки більшість населення займалася сільськогосподарською діяльністю.
21 січня РСФРР виплатила Тимчасовому уряду 100 мільйонів рублів для заохочення соціалістичної політики. Уряду заборонили формувати національну армію. У лютому 1919 року Капсукас надіслав телеграму до Москви, відповідаючи на раніше нав’язані російською стороною вимоги: він стверджував, що дозвіл литовцям приєднуватися до Червоної армії індивідуально, без створення власної армії, лише стимулює зростання націоналістичних рухів у Литві.
Радянський уряд вимагав значних внесків від відповідних населених пунктів для фінансування поточних військових операцій. Наприклад, місто Паневежис повинно було сплатити близько 1 мільйона рублів, Утена — 200 тисяч рублів, а з кожного іншого міста вимагали по 10 рублів. Промислові підприємства та великі помістя були націоналізовані, що дозволило створити колгоспи.
Економічні труднощі особливо гостро проявилися в січні 1919 року, коли був виданий указ, яким заборонялося встановлювати оплату праці понад 250 рублів на тиждень для одного працівника.